# Conscience subliminale
La conscience subliminale (the subliminal consciousness) est un concept d'abord utilisé en parapsychologie, puis par William James dans Les formes multiples de l’expérience religieuse. Essai de psychologie descriptive, afin de décrire et d’analyser la croyance (en particulier religieuse). 
Par la suite les sciences cognitives lui donnent un sens très différents, basé sur le fait que certaines informations que l'appareil cognitif traite sont accessibles consciemment alors que d'autres non. 

## Étymologie
Du latin conscientia (con- : avec ; scientia : science) et sub-limen (sub- : sous ; limen : seuil) : sous le seuil de la conscience considérée comme le siège du savoir.

## Genèse du concept
Ce terme apparaît initialement dans l’ouvrage du parapsychologue britannique Frederic William Henry Myers, dans son ouvrage La personnalité humaine : sa survivance, ses manifestations supranormales, dans lequel il s’intéresse aux problèmes psychiques jusque-là peu abordés, car jugés paranormaux (télépathie, hypnose, hystérie, notamment). L’originalité de sa démarche consiste à se détacher d’une conception axiologique de ces phénomènes, étudiés sous l’angle de la pathologie (le paranormal étant jugé comme anormal) pour réaliser une analyse strictement psychologique. Cela le conduit ainsi à repenser la structure de la conscience humaine ordinaire, et en particulier à voir celle-ci comme une infime partie d’un ensemble plus vaste et plus complexe, qui constitue le moi dans son ensemble. Ce dernier est donc le résultat d’une interaction continue entre la conscience ordinaire, et la conscience subliminale, sous-jacente.

## Chez William James

### Croyance religieuse
W. James, dans Les formes multiples de l’expérience religieuse. Essai de psychologie descriptive, reprend à la fois le concept, mais également la démarche de F. W. H. Myers, qui consiste à réaliser une analyse positive de cette partie sous-jacente de la conscience. Cependant, si F. W. H. Myers mène une analyse psychologique générale, W. James utilise le concept pour l’appliquer au champ plus spécifique des expériences religieuses, et notamment celui de la conversion. Ainsi, la dyade conscience ordinaire/conscience subliminale recoupe la division interne que W. James observe au sein de chaque individu, de manière plus ou moins marquée : celle entre le moi réel, inférieur et coupable (celui auquel le sujet a pleinement conscience et auquel il veut échapper : c'est le moi pécheur notamment) et le moi idéal, que le sujet souhaite atteindre (celui qui n’est pas encore pleinement conscient mais qui travaille l’individu en deçà de son activité consciente). 
La conversion apparaît dès lors comme le surgissement graduel, ou spontané (la conversion est d’autant plus réussie qu’elle est brutale) de la conscience subliminale qui émerge à l’état de conscience et prend le dessus : le moi idéal l’emporte sur le moi réel. Dès lors, la croyance religieuse trouve son foyer dans la conscience subliminale : l’expérience religieuse est d’autant plus forte et la conversion facilitée que la conscience subliminale est étendue et dynamique. Selon W. James : « Au-dessus de la vie naturelle, il y a la vie spirituelle ; il faut mourir à l’une pour renaître à l’autre. »

### Question de Dieu
Si la conscience subliminale tend à expliquer la croyance religieuse de manière psychologique, elle n’en élimine pas la possibilité d’une explication surnaturelle. En effet, William James n’exclut pas l’idée que la conscience subliminale soit le lieu privilégié de la rencontre entre le sujet et la puissance surnaturelle. Dès lors, elle n’est plus productrice, au sens strict, de la conversion et de l’expérience religieuse, mais un intermédiaire entre le sujet et Dieu, qui agit directement sur lui via ce moyen. Selon W. James : « Pour que la voix divine ne fût pas étouffée, il faudrait qu’elle retentît dans une région de notre âme où s’apaise le tumulte grossier du monde sensible,. »

## Dans les sciences cognitives contemporaines
Stanislas Dehaene  considère qu'on doit distinguer dans le fonctionnement cognitif des phénomènes qui ne sont pas accessibles à notre conscience, d'autres qui sont pleinement conscients et dont nous sommes capable de faire état verbalement et d'autres enfin qui tendent à s'estomper rapidement en l'absence d'un effort attentionnel volontaire pour les conscientiser. C'est cette troisième catégorie qui prend le nom de phénomène subliminaux. 

## Postérité

### Psychanalyse de Sigmund Freud
Dans Totem et Tabou, S. Freud trouve l’origine de la croyance (primitive, rituelle, et plus généralement religieuse) dans la pensée inconsciente (das Unterbewusstsein) refoulée. Il en donne donc une explication purement psychologique.

### Élan vital de Henri Bergson
On retrouve chez H. Bergson des influences de W. James dans sa façon de concevoir la vie psychique (plus précisément la conscience) comme un foyer de dynamisme et d’énergie, un « élan vital » source de création.
On retrouve également l’influence de W. James dans son intérêt pour le mysticisme et les expériences religieuses authentiques : Dieu ne peut être connu qu'à travers le prisme d'une expérience personnelle, d'un contact intime, ce qui implique d'éliminer de son étude la religion institutionnalisée, appelée « statique », au profit de la « religion dynamique ».